# 益田就祥
益田 就祥（ますだ なりなが）は、益田家第29代当主。長州藩永代家老・須佐領主益田家10代。

## 生涯
寛保3年（1743年）、毛利家家老益田広尭の子として生まれる。明和2年（1765年）、広尭の死去により家督を相続する。加判役（家老）、留守居役となる。安永7年（1776年）、当職（国家老・執政）となり、幕府の課役などへの出費で逼迫した藩財政の改革に当たった。
天明3年（1783年）、財政建て直しのために、撫育方収入（検地などによる増収入を、藩の財政に繰り入れず、開作（干拓）や殖産興業の資金としたもの）を数年間所帯方（藩の財政）に繰り入れることを藩主毛利治親に進言して、治親と先代藩主重就の不興を買い、罷免の上で逼塞を命じられる。翌天明4年（1784年）処分を解かれるが、重就の意向で隠居を命じられ、家督を嫡男の就恭に譲る。文化元年（1804年）卒。享年62。